# Телишевский, Яков Семёнович
Яков Семёнович Телишевский (17 июня 1900 — 19 августа 1980) — советский художник-график, иллюстратор и оформитель книг, автор станковых гравюр, журнальных и газетных иллюстраций.

## Биография
Родился в г. Гомеле Могилевской губернии 5 (17) июня 1900 года в семье сапожника.
Учился в Виленской частной мужской гимназии П. И. Когана (1914—1917) и Гомельской гимназии городского самоуправления (1917—1918). В 1920 году поступил в Гомельскую художественную студию имени Врубеля при секции Гомельского Губнаробраза и параллельно заведовал художественным отделом губернского отделения РОСТА. В 1921 году командирован в Москву для продолжения художественного образования. Учился во ВХУТЕМАСЕ-ВХУТЕИНЕ (1921—1929) на отделении книги и ксилографии полиграфического факультета у В. А. Фаворского, П. Я. Павлинова, И. И. Нивинского.
По окончании вуза работал попеременно техническим и художественным редактором и заведующим графической частью в различных издательствах (Госиздат, Соцэкгиз, издательства института Маркса-Энгельса-Ленина и Гослегпрома). 
Одновременно продолжал начатую еще во время учебы в вузе работу в качестве иллюстратора и оформителя книг для издательств и журналов («Центроиздат», «Молодая гвардия», «Федерация», «Советский писатель», «Жизнь замечательных людей», «История фабрик и заводов»), в основном в технике гравюры по дереву. 
С 1932 года — член МОССХ.
Во время Великой Отечественной войны участвовал в строительстве оборонных рубежей оборонительного пояса города Москвы, состоял в московском ополчении, а с 1942 года — младший сержант в 19-м запасном автополку Уральского военного округа, откуда был переведен в пехотную часть. Командовал отделением учебной части автоматчиков. Был редактором стенгазеты, автор ставшего популярным среди бойцов персонажа «Дед Нефед». Награждён медалью «За оборону Москвы». 
В 1946 году после демобилизации вернулся в Москву.
Работал и сотрудничал с издательствами «Просвещение», «Издательство на иностранных языках», «Художественная литература», «Искусство». 
Умер 19 августа 1980 года. Урна с прахом захоронена в колумбарии на Ваганьковском кладбище. 

## Работы
После выпуска из ВХУТЕИНа дипломная работа Телишевского — гравюра «Мы и наши враги» — была отмечена публикацией в журнале «Журналист» (1929, No 5).
В числе книг, оформленных и проиллюстрированных Телишевским в 1930-е годы, — «Неделя» Ю. Либединского (1932), «Шагают миллионы» Л. Дегтярева (1933), «Разгром» А. Фадеева (1934), «Иностранный легион» В. Финка (1935), «Слово пристрастных» М. Голодного (1936) и другие. 
В 1950—1960-е годы специализировался на изданиях по географии («Библиотека школьника»), по истории и адаптированным изданиям европейской литературы на иностранных языках и языках народов СССР. В технике ксилографии им были оформлены сборник стихов «Украинские народные думы», пьесы Горького «Егор Булычев и другие» и «Мещане», пьеса Яна Райниса «Золотой конь». В технике станковой графики — «Мир и независимость Вьетнаму», «Сент-Экзюпери, или Планета людей», «Москва-Кремль».
Начиная с 1927 года, оформил и проиллюстрировал более 150 книг.

## Выставки
- 1931—1932 гг. — Международная выставка «Искусство книги» (Франция, Париж, Лион)[4]
- 1933 г. — Художники РСФСР за XV лет (Москва, ГМИИ)[5]
- 1934 г. — Выставка графического искусства СССР (Чехословакия)[6]
- 1948 г. — Первая выставка художников книги (Москва)[7]
- 1951 г. — Вторая выставка художников книги (Москва)[8]
- 1952 г. — Третья выставка художников книги (Москва)[9]
- 1953 г. — 4-я выставка художников книги (Москва)[10]
- 1955 г. — Пятая выставка художников книги (Москва)[11]
- 1957 г. — 6-я выставка художников книги (Москва)[12]
- 1984 г. — Персональная выставка (Москва)[13][14][15]
- 2009 г. — Выставка «Полиграффак ВХУТЕМАСА — ВХУТЕИНА. Учителя и ученики» (Москва, ГТГ)[16]

## Оценки творчества
Н. Розанова отмечает в творчестве Я. С. Телишевского в 1920-х годах налет схематизма, отличающий работы всех учеников Фаворского.
Зависимость от творческого метода Фаворского признает М. Панов. Однако «вскоре Телишевский вырабатывает свою манеру, для которой характерны продуманность композиционных решений, энергичный штрих, живописность и смелое использование контрастов черных и белых плоскостей».

Л. Либединская свидетельствует о высокой оценке, которую дали А. Фадеев и Ю. Либединский иллюстрациям Телишевского к своим произведениям: «…только этому художнику удалось с присущей ему сдержанностью передать неповторимое сочетание возвышенной романтики и сурового аскетизма, характерных для того времени».